# Take Me Away (canción de Delirious?)
«Take Me Away» es una canción de la banda británica de rock Delirious?, escrita por Martin Smith y Stuart Garrard. La canción fue el segundo sencillo en promoción del cuarto álbum de la banda Audio Lessonover?.

## Historia
Después de alcanzar el #26 de las listas británicas con Waiting for the Summer, Delirious? planeo lanzar Take Me Away como segundo sencillo en promoción de Audio Lessonover? Sin embargo la negativa de Airplay por parte de la BBC Radio 1, hizo que la banda cambiara de opinión y decidiera no lanzar el sencillo a nivel comercial sino ponerlo a disposición a través de su página oficial.

## Lista de canciones
1. «Take Me Away»

## Posicionamiento
| Listas        | Posición |
| ------------- | -------- |
| Cross Rhythms | 84       |